# 오상은
오상은(吳尙垠, 1977년 4월 13일 - )은 대한민국의 탁구 선수이다. 서울산업대학교를 졸업하였다.
2008년 하계 올림픽 탁구 단체전에서 동메달을 획득했다. 탁구 개인 단식에서는 8강까지 진출하였으나, 8강전에서 중국의 마린과 맞붙은 대결에서 세트 스코어 0-4로 패해 메달 획득에는 실패했다.
2021년부터 2022년까지 남자 탁구 국가대표팀 감독을 맡았으며, 남자대표팀 감독을 주세혁에게 넘긴 후에는 2022년 아시안 게임에서 KBS의 탁구 해설위원을 맡았다.
슬하에 아들 2명을 두고 있으며, 차남 오준성이 탁구선수로 활동 중이다.

## 이력
- 1984 ~ 1990 대구대명초등학교
- 1990 ~ 1993 심인중학교
- 1993 ~ 1996 심인고등학교
- 2012 ~ 2016 대우증권 탁구단 선수
- 2016 ~ 현재 미래에셋증권 남자탁구단 코치
- 2021 ~ 2022 남자 탁구 국가대표팀 감독